# Hemiscia albivitta
Hemiscia albivitta är en fjärilsart som beskrevs av Rothschild 1899. Hemiscia albivitta ingår i släktet Hemiscia och familjen bastardsvärmare. Inga underarter finns listade i Catalogue of Life.